# Przedwojenny pomnik Tadeusza Kościuszki w Otwocku

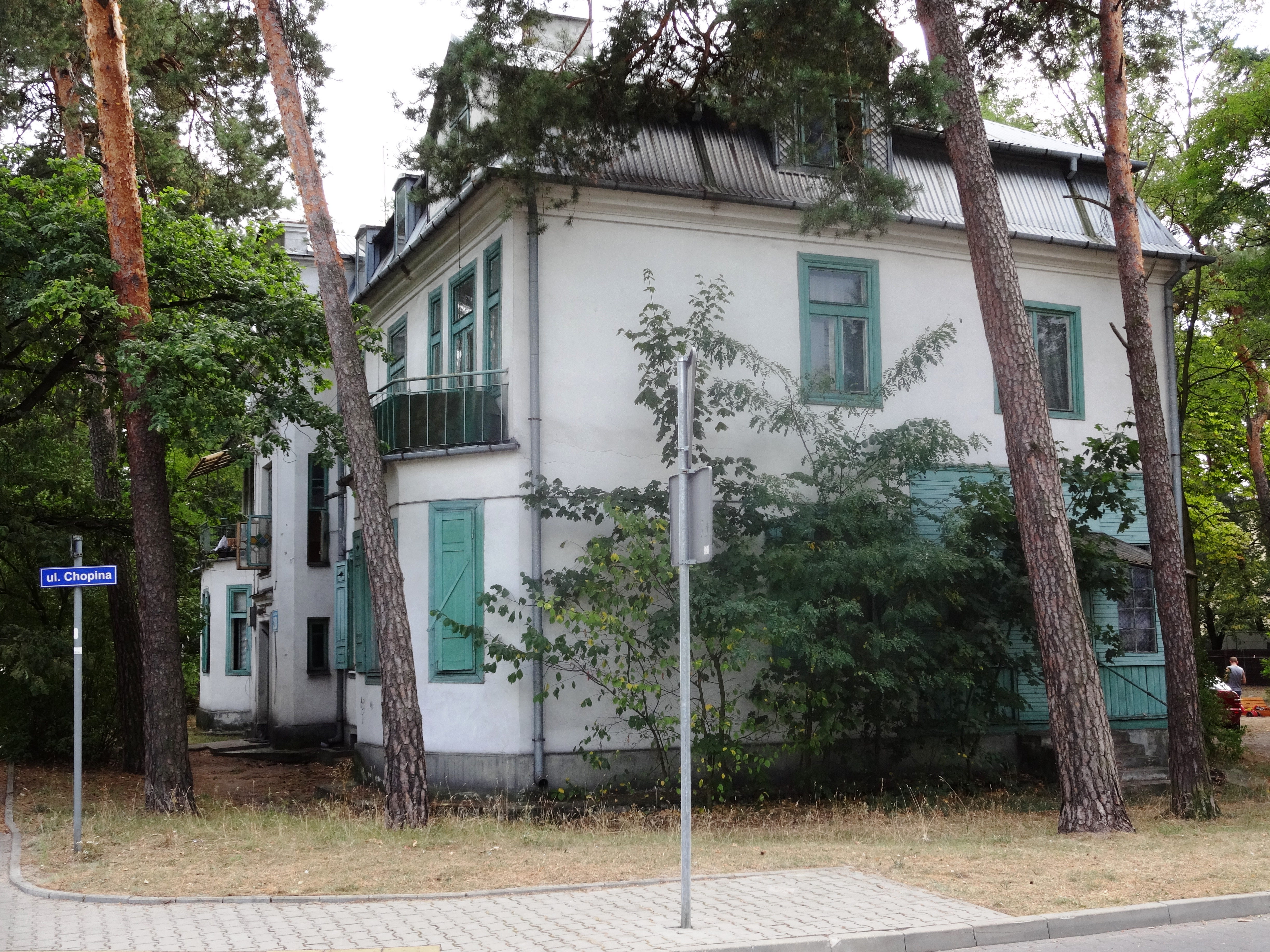
Prawdopodobnie w tym domu przy Alei Tadeusza Kościuszki 20 mieszkał Sławek Lewiński

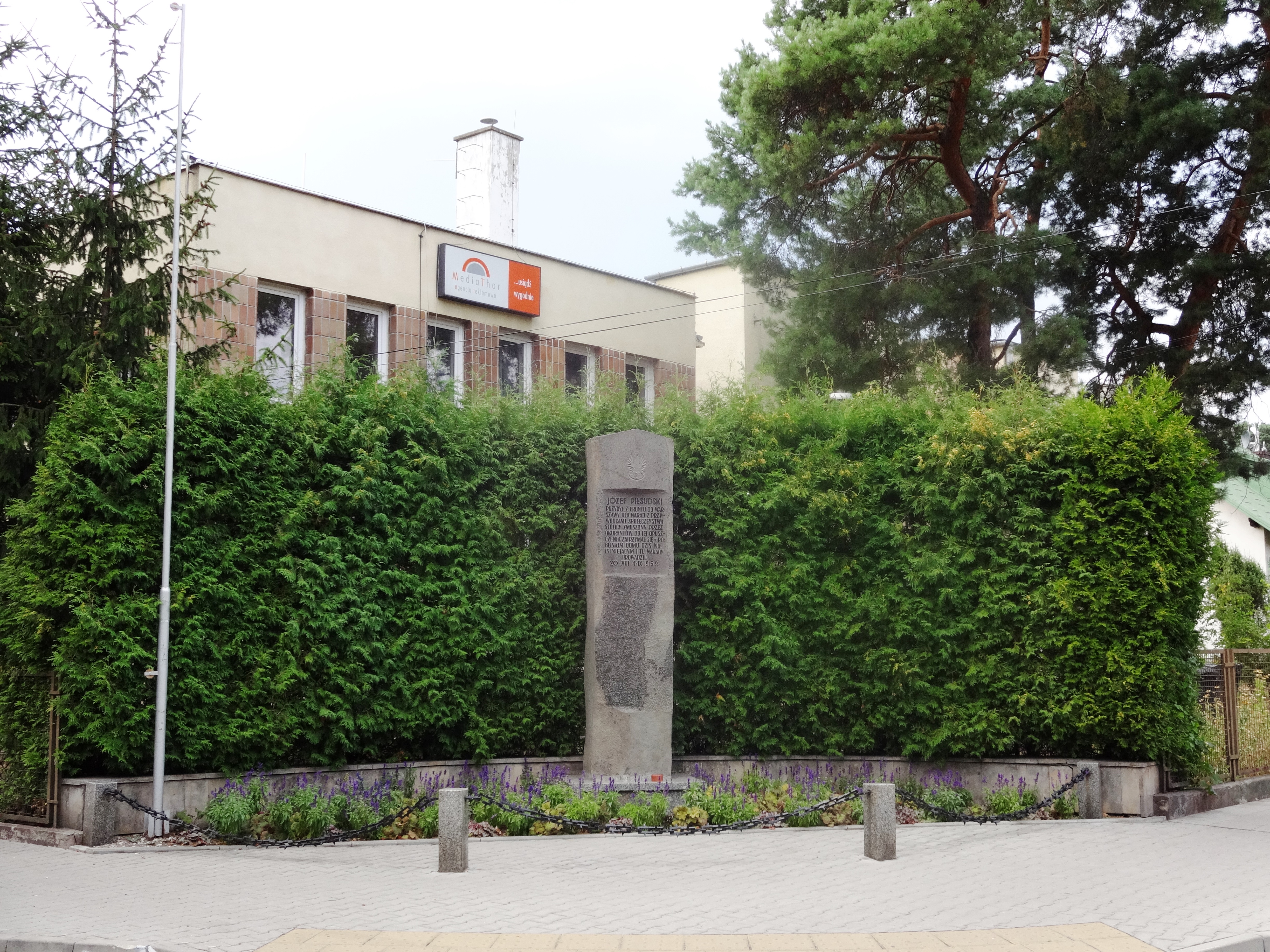
W domu za obeliskiem Józefa Piłsudskiego, przy Alei Tadeusza Kościuszki 18 mieszkał Walter Schlicht

Pomnik Tadeusza Kościuszki w Otwocku – nieistniejący pomnik w Otwocku stojący w dwudziestoleciu międzywojennym na środku Alei Tadeusza Kościuszki.

## Odsłonięcie
15 października 1917 roku, w setną rocznicę śmierci Tadeusza Kościuszki, poświęcono kamień węgielny pod pomnik, który został odsłonięty 28 lipca 1918 roku. Popiersie wykonał St. Pawlak. Zgodę na budowę wydał generał-gubernator warszawski 28 czerwca 1918 roku.

## Zniszczenie
W czasie II wojny światowej dom rodziny Wajdenfeldów przy Alei (obecnie ulicy) Kościuszki 18 został zajęty przez Niemców i zamieszkał w nim postrach mieszkańców Otwocka, szef lokalnego Kripo (niemieckiej policji kryminalnej), sturmscharführer (starszy sierżant sztabowy) Walter Schlicht. Przed głównym wejściem domu Schlichta, na odgrodzonym siatką kawałku ulicy było ułożone, z drobnych kolorowych kamyków i szkiełek, niemieckie godło państwowe. Było to prawie dokładnie w miejscu, w którym przed wojną stał obelisk Józefa Piłsudskiego (i obecnie ponownie stoi).
Nocą z 12 na 13 kwietnia 1941 roku 15-letni Sławek Lewiński, który mieszkał w pobliżu (przy Alei Kościuszki 20 albo 8) obrzucił kamieniami i uszkodził godło. Schlicht wyznaczył karę: ludność Otwocka (polska i żydowska) musiała zapłacić 20 000 zł, aresztowano zakładników, godzinę policyjną przesunięto na dwudziestą. Dodatkowo jeszcze w kwietniu tego roku Niemcy wysadzili pomnik Kościuszki. Chłopiec i jego ojciec zginęli w obozie koncentracyjnym.

## Uwaga
Obecnie w Otwocku stoi inny pomnik Tadeusza Kościuszki. Jest zlokalizowany w pobliżu skrzyżowania ulic Poniatowskiego i Narutowicza. Został zaprojektowany przez Bronisława Koniuszego i odsłonięty w 1967 roku.